# Juraj Čobej
Juraj Čobej était un footballeur slovaque né le 7 août 1971 qui évoluait au poste de gardien de but.

## Carrière
- 1996-1997 : Tesla Stropkov  Slovaquie
- 1997-1998 : JAS Bardejov  Slovaquie
- 1998-1999 : Artmedia Petržalka  Slovaquie
- 1999-1999 : Slovan Bratislava  Slovaquie
- 2000-2009 : Artmedia Petržalka  Slovaquie

## Palmarès

### Avec l'Artmedia Petržalka
- Champion de Slovaquie en 2005 et 2008.
- Vainqueur de la Coupe de Slovaquie en 2004